# Маргаса, Ренату
Ренату Маргаса (порт. Renato Margaça, греч. Ρενάτο Μαργκάσα; 17 июля 1985, Ковильян, Португалия) — кипрский и португальский футболист, игрок клуба «Анортосис» и сборной Кипра.

## Клубная карьера
Профессиональную карьеру начинал в клубе «Алверка», за которую сыграл 6 матчей в португальской Сегунде. Следующие несколько лет выступал за клубы третьей лиги. Летом 2008 года переехал на Кипр, где подписал контракт с клубом Высшей лиги «Докса». Сезон 2010/11 отыграл в другом кипрском клубе «АЕК Ларнака», после чего, летом 2011 года перешёл в «Омонию».

## Карьера в сборной
В начале карьеры выступал за юношеские сборные Португалии. После получения гражданства Республики Кипр принял решение сменить сборную. 22 марта 2017 года дебютировал за сборную Кипра в товарищеском матче против сборной Казахстана, в котором вышел на замену на 58-й минуте вместо Венсана Лабана и отметился голевой передачей.

## Достижения
«Омония»
- Обладатель Кубка Кипра: 2011/12
- Обладатель Суперкубка Кипра: 2012